# Зальтаруччо
Зальтаруччо (фр. Saltaruccio корс. Saltaruccio) — річка Корсики (Франція). Довжина 15 км, витік знаходиться на висоті 1 595 метрів над рівнем моря на західних схилах гори Пунта ді Таоріа (Punta di Taoria) (1769 м). Впадає в річку Орбу на висоті 32 метра над рівнем моря.
Протікає через комуни: Поджо-ді-Нацца, Луго-ді-Нацца, Гізоначча, Гізоні і тече територією департаменту Південна Корсика та кантоном Гізоні (Ghisoni)